# Tisza Lajos (politikus, 1798–1856)
Borosjenői Tisza Lajos (Nagyvárad, Bihar vármegye, 1798. augusztus 5. – Geszt, Békés vármegye, 1856. augusztus 23.) politikus, országgyűlési követ, két ízben Bihar vármegyei alispán, majd főispáni helytartó, császári és királyi kamarás, nagybirtokos. Tisza Kálmán, gróf Tisza Lajos és Tisza Domokos édesapja.

## Élete
A jómódú és előkelő köznemesi borosjenői Tisza családnak a sarja. Tisza László (1765–1831), nagybirtokos, és széki gróf Teleki Katalin (1777–1820) fia. Az apai nagyszülei Tisza László, földbirtokos és bályoki Szénásy Rebeka voltak. Az anyai nagyszülei széki gróf Teleki Lajos (1746–1815), földbirtokos, valamint nagyszalontai és feketebátori gróf Tholdy Sára (1756–1813) voltak; ők egyben Tisza Lajosné gróf Teleki Júliának az anyai nagyszülei is voltak.
1825-ben megválasztották Bihar vármegye aljegyzőjének, majd 1829-ben annak főjegyzője lett. 1832-ben első alispánnak és országgyűlési követté nevezték ki. 1833 tavaszán Debrecenben verekedésre keveredett Füzesséry Gábor országgyűlési követtel. Reviczky főbíró házánál találkoztak, szóváltás alakult ki közöttünk, Tisza pedig lehazaárulózta Füzesséryt, majd miután félreértette egyik gesztusát, arcon csapta őt. Deák Ferenc egyik levelében így ír erről az esetről: „Tisza Füzesséryt pofon vágta, ez annak üstökébe ragaszkodott; egymást hurcolták, földhöz verték s a földön henteregtek s végre (úgy hallom) szépen megbékültek.” Amikor ennek a botránynak a híre eljutott Pozsonyba, mindkettőjüket menesztették az országgyűlésről. 1837-ben újból alispán lett, címének elnyerésében a helyi konzervatív erők és a katolikus klérus támogatását élvezte. 1841 és 1848 között mint főispáni helytartó tevékenykedett, egyúttal császári és királyi kamarás is volt. Adminisztrátori tisztéről önként mondott le, s végleg visszavonult a politikától. Néhány hónappal Domokos fia halála után hunyt el ő is, Geszten.

### Házassága és leszármazottjai
Marosvásárhelyen 1825. március 7-én kötött házasságot széki gróf Teleki Júlia (1805. szeptember 29. – Geszt, 1863. február 16.) kisasszonnyal, akinek a szülei gróf széki Teleki József (1777–1817), földbirtokos és széki gróf Teleki Zsófia (1784–1844) voltak. Az apai nagyszülei széki gróf Teleki József (1738–1796), főispán, koronaőr, műgyűjtő, író, földbirtokos és királyfalvi Róth Johanna (1740–1813) voltak. Az anyai nagyszülei széki gróf Teleki Lajos (1746–1815), földbirtokos, valamint nagyszalontai és feketebátori gróf Tholdy Sára (1756–1813) voltak. Tisza Lajos és széki gróf Teleki Júlia frigyéből hét fiú született:
- Tisza László (1826–?)
- Tisza Lajos (1827–?)
- Tisza László (Geszt, 1829. június 27. – Gmunden, 1902. augusztus 28.), politikus, nagybirtokos, országgyűlési képviselő; neje: Holles Ottilia (1831–1904)
- Tisza Kálmán (Geszt, 1830. december 16. – Budapest, 1902. március 23.), politikus, miniszterelnök; neje: Degenfeld-Schonburg Ilona (1839–1913) grófnő
- gróf Tisza Lajos (Nagyvárad, 1832. szeptember 12. – Budapest, 1898. január 26.) politikus, miniszter, kormánybiztos.
- Tisza Béla (1834–?)
- Tisza Domokos (Geszt, 1837. október 27. – Geszt, 1856. június 21.) költő.

## További irodalom
- Gudenus János József: A magyarországi főnemesség XX. századi genealógiája. Bp., 1990-1999.
- Az 1848-1849. évi első népképviseleti országgyűlés történeti almanachja. Szerk. Pálmány Béla. Bp., Magyar Országgyűlés, 2002.
- Új magyar életrajzi lexikon. Főszerk. Markó László. Bp., Magyar Könyvklub.